# Susan Perkins
Susan Perkins (Middletown, 1954) è una modella statunitense, eletta Miss America 1978.
Dopo l'anno di regno, Susan Perkins ha lavorato come cantante, annunciatrice e reporter televisiva. Attualmente vive a Monroe nell'Ohio con il marito e i due figli.